# Myrdal Station
Myrdal Station (Myrdal stasjon) er en jernbanestation på Bergensbanen i Norge, ca. 335 km fra Oslo. Den er desuden øverste endestation for Flåmsbanen. Stationen ligger i Aurland kommune, 867 meter over havet. Der er ingen egentlige veje til Myrdal, men den gamle anlægsvej Rallarvegen op gennem Flåmsdalen fra Flåm benyttes som cykelsti i sommerhalvåret. Vatnahalsen høyfjellshotell ligger en kilometer fra stationen. Mellem Myrdal og Uppsete anlagdes den 5,3 kilometer lange Gravhalstunnelen.
Stationsbygningen blev opført ved anlægget af Bergensbanen med Paul Armin Due som arkitekt. Stationsbygningen blev oprindeligt opført med halvanden etage, hvor den nederste halvdel blev bygget i grå sten inspireret af jugendstilen. Senere blev stationen forhøjet til to fulde etager. På perronen blev der også opført en bolig for ingeniøren på anlægget af Bergensbanen. Ved anlæggelsen af banen blev der bygget en fire kilometer lang anlægsvej, Rallarvegen, med 17 hårnålesving op til Myrdal Station (vejen fra Kårdal til Myrdal har en stigning på 1:6 eller 17 %) og videre til Ustevatn. De 17 hårnålesving overvinder en højdeforskel på 350 meter. Vejen var farbar med hest og vogn og gav de indre bygder adgang til Bergensbanen. Turister blev fragtet med hestetrukne stolekærrer mellem Fretheim og Myrdal. Posten gik samme vej mellem dampskibene på fjorden og toget ved Myrdal. Vatnahalsen hotell blev opført nedenfor Myrdal Station i 1896. Rallarvegen mellem Flåm og Haugastøl via Myrdal var færdig i 11902. Ved Kjosfossen nedenfor Myrdal bleb der anlagt et kraftværk til at drive boremaskinene i Gravhalstunnelen. I forbindelse med anlæggelse blev der opsat en stor barak i Myrdal, "Kjerkebrakka", der blandt andet blev brugt til gudstjenester. I anlægstiden havde Myrdal sin egen præst. Fra 1. juli 1907 var der prøvedrift på Bergensbanen mellem Voss og Myrdal. Da Bergensbanen stod færdig i 1909, var forberedelserne til sidebaner mod Hardanger og Sogn gået i gang. Flåmsbanen var klar til drift 1. august 1940. Den var oprindeligt tænkt som en tandhjulsbane på det stejleste sted nedenfor Myrdal Station, men i stedet blev der anlagt en almindelig jernbane med normalspor. Banemesteren i Myrdal havde ansvar for tilsynet med banen mellem Låghellertunnelen og Reimegrend.
Myrdal var udstyret med drejeskive til at vende jernbanemateriel med. Fra starten var der en roterende sneplov station stationeret på Myrdal. Der blev nogle gange flere lokomotiver til at skubbe den med. De første ti driftsår var der ca. 6.000 passagerer om året fra Myrdal. Myrdal har været endestation for lokaltog Voss-Myrdal og Bergen-Voss-Myrdal. Bergen-Voss blev elektrificeret i 1954. Efter 1954 blev lokaltrafikken Voss-Myrdal til dels varetaget af motorvogne.